# Élections législatives grecques de 1963
Les élections législatives grecques du 3 novembre 1963 donnent une majorité instable, 138 sièges à l'Union du Centre de Geórgios Papandréou.